# Lomgöl (Hjorteds socken, Småland, 638365-153264)
Lomgöl är en sjö i Västerviks kommun i Småland och ingår i Marströmmens huvudavrinningsområde.